# Bundesdeutsches Hochdeutsch
=> betrifft den Abschnitt über Teutonismen
Bundesdeutsches Hochdeutsch (auch kurz Bundesdeutsch), Binnendeutsch, BRD-Deutsch, deutsch(ländisch)es Deutsch, Deutschländisch oder bisweilen Deutschlanddeutsch ist die in Deutschland gesprochene und geschriebene Standardvarietät der plurizentrischen deutschen Sprache. Das Bundesdeutsche unterscheidet sich deutlich von den nationalen Varietäten Österreichs (Österreichisches Deutsch) und der Schweiz (Schweizer Hochdeutsch). Die Spezifika des Bundesdeutschen sind auf allen sprachlichen Ebenen (Phonetik, Phonologie, Orthographie, Morphologie, Syntax, Semantik und Pragmatik) anzutreffen, am deutlichsten aber im Wortschatz.
Als Teutonismus, Deutschlandismus, Bundesgermanismus oder Germanismus, der aber auch schon mit anderer Bedeutung belegt ist, werden in der germanistischen Fachliteratur Wörter und Ausdrücke der deutschen Sprache bezeichnet, die nur innerhalb der Bundesrepublik Deutschland verwendet werden und auch Geltung haben. Die Begriffe müssen nicht im gesamten Gebiet der Bundesrepublik verwendet werden, aber sollten dem dort verwendeten Standarddeutsch zuzurechnen sein und nicht nur den Dialekten oder Umgangssprachen. Die Ausdrücke sind somit Teil des deutschländischen Deutsch.
In der Zeit der Deutschen Teilung bezeichnete Bundesdeutsch, Westdeutsch, BRD-Deutsch oder auch Binnendeutsch die staatliche Standardvarietät der Bundesrepublik Deutschland auch in Abgrenzung zu derjenigen der Deutschen Demokratischen Republik (Sprachgebrauch in der DDR oder Ostdeutsch); laut Ulrich Ammon „bildeten die staatlichen Varietäten der BRD und der DDR, da dies keine getrennten Nationen waren, eine gemeinsame nationale Varietät“ (vgl. Gesamtdeutschland).

## Entstehungsgeschichte

### Nationalvarietät und Kodifizierung
Parallel zu der Schriftsprache, die z. B. in den Werken von Gottsched (1700–1766) und Adelung (1732–1806) verwendet wurde und eine Vorbildfunktion für die Hochsprache hatte, entwickelte sich die Oberdeutsche Schreibsprache. Zu nennen ist vor allem der Wiener Johann Siegmund Popowitsch (1705–1774), der viele Belege für die Unterschiede zwischen den südlichen, katholischen und nördlichen, protestantischen Gebieten des deutschen Sprachraums sammelte. Erste Ansätze zu einer übergreifenden Darstellung der Nationalvarietäten des Deutschen sind im Werk Wortgeographie der deutschen Umgangssprache des aus Berlin stammenden Wieners Paul Kretschmer aus dem Jahre 1918 zu sehen.
Ab den 1950er Jahren wurde unabhängig voneinander vor allem in der Sowjetunion, den USA und Australien der Problembereich der Nationalvarietäten aufgearbeitet, wobei mit Englisch, Französisch und Spanisch begonnen wurde. Die 1934 aus Wien ausgewanderte Germanistin Elise Riesel begann ab 1953 den Begriff „nationale Variante“ auf Österreich, Deutschland und die Schweiz anzuwenden. In Westdeutschland wurde durch Heinz Kloss ab 1972 der Ansatz „plurizentristische Sprache“ bzw. 1976 „multizentrische Sprache“ angeregt, der wiederum den Begriff vom US-amerikanischen Soziolinguisten William A. Stewart übernommen hat.

### Monozentrischer Ansatz
Hugo Moser beeinflusste die Terminologie der Germanistik besonders ab 1959 für die Zeit des Kalten Krieges. Er ersetzte den spätestens seit 1948 überholten Ausdruck „Reichsdeutsch“ durch „Binnendeutsch“, der bis in die 1990er-Jahre verwendet wurde. Dieser Begriff war jedoch stark monozentristisch belegt, und Moser sprach von den „Außengebieten der deutschen Hochsprache“ (Österreich, Schweiz und deutsche Minderheiten in anderen Ländern) und der „Hauptvariante Bundesrepublik“. Auch DDR-Deutsch bezeichnete er als „abweichend“, als „uneigentliches“ Deutsch, „BRD-Deutsch“ als das unverändert „eigentliche“ Deutsch. Der Begriff Binnendeutsch wurde damals auch unter schweizerischen und österreichischen Sprachwissenschaftlern verwendet.
Aus dieser Perspektive erschienen alle nichtbundesdeutschen Nationalvaritäten als zweitrangig und wurden mit Regionalismen bzw. mit Minderheitendeutsch in anderen Ländern auf eine Stufe gestellt. So ignorierte man auch Besonderheiten der Bundesrepublik oder beschrieb sie einfach nicht als solche.

### Plurizentrischer Ansatz

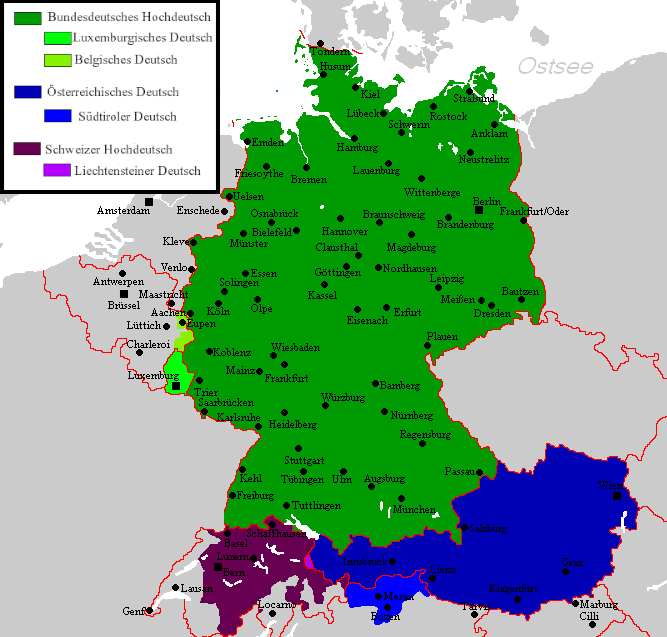
Die deutschen Standardvarietäten

Vor allem in der DDR wurde seit 1974 der Begriff „nationale Variante“ auch für DDR-Deutsch und BRD-Deutsch postuliert, was nicht unwidersprochen blieb.
Ab Ende der 1970er-Jahre begann eine übergreifende, alle großen Nationalvaritäten gleichstellende Erörterung des Problems. Mit Kritik an der „Binnendeutsch“- und „Besonderheiten“-Perspektive wurde dabei auch der Begriff „nationale Variante des Deutschen“ für das österreichische Deutsch andiskutiert, neben „westdeutsche/ostdeutsche Varietät“ als „staatliche Varietäten“. Der aus Australien stammende Germanist Michael Clyne schrieb 1982: „Deutsch, wie auch Englisch, Französisch, Spanisch, Serbokroatisch und zahlreiche andere Sprachen, ist eine plurizentrische Sprache, d. h. eine Sprache mit mehreren gleichberechtigten Nationalvarianten“. Clyne führte die Verbindung von „plurizentristischer Sprache“ mit „Nationalvarietät“ zwei Jahre später in seiner Monographie Language and Society in the German-speaking Countries in die Sprachwissenschaft ein, erörterte sie 1986 auf einer Deutschlehrertagung in Bern und vermittelte sie damit einer breiten Öffentlichkeit.
Im Englischen werden die nationalen Varietäten oft als German (Standard) German, Austrian (Standard) German und Swiss (Standard) German bezeichnet.

### Wettbewerb der beiden Ansätze
Peter von Polenz bezeichnet 1987 den monozentristischen Begriff „Binnendeutsch“ als überwunden. Allerdings spielt der Begriff in der Praxis noch immer eine Rolle, so etwa im Duden, der nur Austriazismen, Helvetismen und sehr regionale Varianten in Deutschland eigens kennzeichnet. Bei Teutonismen (z. B. Tüte, Kloß, Sahne, Abitur) geschieht dies nicht, obwohl sie keine allgemeingültigen Ausdrücke sind. Dadurch entsteht beim Benutzer des Duden die Illusion, es gebe keine deutschen Wörter, die nur in Deutschland gebräuchlich sind.
Auch in der internationalen Germanistik ist dies zu bemerken. Eine Untersuchung über den Status des österreichischen Deutsch ergab, dass dieses zwar als „charmant“, aber „falsch“ eingestuft wird und Deutschlandismen eindeutig bevorzugt werden. Auch rät man teilweise von Sprachaufenthalten in Österreich ab, weil Studierende mit einem österreichischen Akzent schlechtere Noten zu befürchten hätten. Für das Schweizer Hochdeutsch ist die Situation ähnlich.
Innerhalb Deutschlands gibt es nach Ammon eine „Arroganz […] gegenüber allem Deutsch, das nicht dem Norddeutschen entspricht“. Auch im Duden werden süddeutsche Begriffe eher als regional markiert als norddeutsche.
Kritiker halten die Begriffe deutschländisches Deutsch / Teutonismus, österreichisches Deutsch / Austriazismus und Schweizer Hochdeutsch / Helvetismus für irreführend, weil sie angeblich ein einheitliches nationales Sprachgebiet annähmen, während in der Realität auch innerhalb der Staaten Deutschland, Österreich und Schweiz beträchtliche regionale Unterschiede im aktiv angewandten hochdeutschen Vokabular bestehen.
Wie die Praxis zeigt, handelt es sich beim deutschen, österreichischen und schweizerischen Standarddeutschen um drei formell gleichberechtigte Varietäten, die innerhalb der jeweiligen Nationen jeweils den gleichen Stellenwert haben. Das hat zur Folge, dass z. B. Nachrichtensprecher in der deutschen Tagesschau, Zeit im Bild und der Schweizer Tagesschau unterschiedlich sprechen müssen und dpa-Meldungen, wenn sie in der Neuen Zürcher Zeitung oder im Standard wiedergegeben werden, sprachlich angepasst werden, und dies nicht nur in der Rechtschreibung. Auch Nachrichtendienstleister, die für mehrere Hörfunksender fertige Nachrichtensendungen produzieren, beauftragen für die Lokalisierung Personen aus den jeweiligen Ländern. Ebenso wird die Fernsehwerbung, auch von internationalen Konzernen und nicht nur der Aussprache wegen, meist für jedes Land leicht geändert synchronisiert.
Gleichwohl ist in der Praxis wegen der Einwohnerzahl und wirtschaftlichen Stärke Deutschlands eine gewisse Dominanz des Bundesdeutschen zu beobachten, die z. B. dazu führt, dass eher aus Deutschland nach Österreich entlehnt wird als umgekehrt, dass Schweizer mehr Teutonismen kennen als Deutsche Helvetismen oder dass eher ein deutscher Lehrer einen Austriazismus als Fehler anstreichen wird als ein österreichischer Lehrer einen Teutonismus.

## Teutonismen

### Beschreibung
Die relativ neuen Begriffe Teutonismus, Deutschlandismus oder Bundesgermanismus dienen zur Markierung gegenüber gemeindeutschen Ausdrücken, die in allen dominierenden Sprachräumen als heimisch empfunden werden, analog zu den schon länger beschriebenen Austriazismen als Eigenarten im Österreichischen Deutsch, den Helvetismen als Eigenarten im Schweizer Hochdeutsch und den Belgizismen aus Belgien. Sie sind ein Anzeichen dafür, dass die deutsche Sprache (ebenso wie etwa das Englische, das Französische, das Spanische oder das Portugiesische) heute als plurizentrische Sprache angesehen wird.
Bei der Bezeichnung von Ausdrücken können auch Begriffskombinationen gebildet werden wie beispielsweise Teuto-Austriazismus für Begriffe, die nicht in der Schweiz verwendet werden, aber in Deutschland und Österreich. Zu beachten sind dabei auch Wörter, die als unechte Parallelformen auftreten. So entspricht die Trafik in Österreich nur teilweise dem Tabakladen in Deutschland und der Schweiz, und Sahne wird in Österreich, wenn überhaupt, fast nur für Schlagsahne verwendet; außerdem gibt es Teilsynonyme (etwa Pension als allgemeine Altersversorgung in Österreich und Beamten-Altersversorgung im nördlichen Deutschland).
Damit eine bestimmte Sprachform eines Wortes Geltung hat, muss sie als die eigene anerkannt werden. Dies ist etwa bei dem Wort Schnürsenkel in Österreich und der Schweiz nicht der Fall. Das Wort ist zwar überall bekannt, erscheint aber nicht in den österreichischen und Schweizer Kodizes und wird von vielen Befragten als bundesdeutsch eingeordnet. Die entsprechenden Bezeichnungen dafür sind übrigens Schuhbänder (österreichisch) bzw. Schuhbändel (schweizerdeutsch und im südlichen Deutschland).
Die implizite Behauptung der Dudenredaktion, Teutonismen gebe es nur nach Geltung und nicht nach Geltung und Bekanntheit, wird von Christa Dürscheid und Martin Businger angegriffen.
Vor allem in der Deutschschweiz und in Österreich sind manche bundesdeutschen Wörter entweder
- unbekannt oder
- werden zwar verstanden, aber nicht aktiv gebraucht, oder
- sind signifikant seltener als in der Bundesrepublik Deutschland und haben keine Geltung oder
- haben nicht dieselbe Bedeutung wie in Deutschland.

Aus welcher Sprache ein bundesdeutscher Begriff letztlich stammt (also dessen Etymologie), ist für die hier verhandelte Fragestellung nicht von Belang. Zur passiven Bekanntheit vieler bundesdeutscher Begriffe auch über deren ursprüngliches Verbreitungsgebiet hinaus haben die modernen Massenmedien beigetragen. So gibt es in der Schweiz und in Österreich viele über Satellit oder Kabel frei empfangbare Fernsehprogramme aus Deutschland, und die Auswahl an in Österreich erhältlichen wöchentlichen und monatlichen Zeitschriften ist stark durch Produkte der großen deutschen Verlage dominiert.
Dagegen ist österreichisches und Schweizer Fernsehen wegen der sich nach der Zuschauerzahl richtenden Lizenzgebühren für zugekaufte Programme über Satellit meist nur verschlüsselt zu empfangen. Ausnahmen sind einige Eigenproduktionen auf dem Gemeinschaftssender 3sat (1984, 3sat-eigene Sendungen werden in Mainz produziert) und dem gemischtsprachigen Sender HD suisse (2007) sowie teilweise SF info (2001) und ORF 2 Europe (2004). Deshalb sind Teutonismen in Österreich und der Schweiz eher bekannt als Austriazismen und Helvetismen in Deutschland. Robert Sedlaczek meint, dass das Verständnis für Teutonismen in Österreich viel stärker ausgeprägt ist als das Verständnis für Austriazismen in Deutschland, da sich in Österreich die beiden Varianten stärker vermischen als in Deutschland, wo es weniger Möglichkeiten gibt, mit dem österreichischen Deutsch in Kontakt zu kommen.
Schon aufgrund der Größe Deutschlands und wegen des relativ starken Regionalbewusstseins werden einige deutschlanddeutsche Wörter nur in Teilen Deutschlands aktiv verwendet. Die spezifischere, aber das System der Nationalvarietäten nicht unbedingt ausschließende Unterkategorie der Regionalismen ist oft außerhalb (und manchmal nicht einmal innerhalb) der jeweiligen Standardvarietät nicht bekannt. Trotzdem hat der seit 1871 bestehende deutsche Nationalstaat mit der immer weiter gehenden Vereinheitlichung des öffentlichen Lebens auch sprachlich vereinheitlichend gewirkt. Gleichzeitig gingen die Schweiz und Österreich oft eigene Wege. Dies betrifft nicht bloß den spezifischen Wortschatz der öffentlichen Verwaltung im engeren Sinne (Statalismen), sondern auch den anderer Bereiche, so zum Beispiel die Ausbildung, die Berufswelt, den öffentlichen Verkehr und neuerdings auch die Freizeit.

### Auswahl des passenden Begriffs
Lange Zeit fehlte ein analoger Begriff zu Austriazismus und Helvetismus, und „deutsch“ trug eher zur Verwirrung bei, da es ja sowohl auf die deutsche Sprache als auch auf Deutschland bezogen werden kann.
- Die ersten logischen Termini Germanismus oder Germanizismus sind in der Linguistik, auch in internationalen Varianten, schon mit der Bedeutung des Übernehmens einer Eigenheit der deutschen Sprache in eine andere Sprache belegt. Auch ist das Deutsche eine von vielen germanischen Sprachen.
- Eine Wortschöpfung, die zum Begriff Binnendeutsch passen würde, würde wieder die oben angesprochene Problematik des Zentralismus verstärken.
- Eine Wortschöpfung wie Reichsdeutsch (nach der Reichsgründung von 1871 aufgekommen) wäre wegen der veränderten Staatsbezeichnung heute nicht mehr zeitgemäß.
- Der zum deutschländischen Deutsch passende Begriff des Deutschlandismus befriedigt viele aus ästhetischen Gründen nicht; beide Begriffe sind relativ lang und lassen sich wegen wahrscheinlicher Überschneidungen mit dem Germanismus in vielen Sprachen schlecht übersetzen.
- Der zu den Begriffen Bundesdeutsch und Bundesdeutsches Hochdeutsch passende Terminus des Bundesgermanismus ist zweideutig, da während der Zeit der Teilung alles Westdeutsche als „bundesdeutsch“ bezeichnet wurde und dies noch nachwirkt.
- Der Ausdruck Teutonismus stammt vom lateinischen Teutoni, der den seit rund 2000 Jahren nicht mehr bestehenden germanischen Stamm der Teutonen bezeichnet. Ab dem 10. Jahrhundert – bis zum 14. Jahrhundert vorzugsweise – wurde die Begriffsfamilie zuerst im gelehrten und amtlichen mittelalterlichen Latein verwendet, um Deutsches zu bezeichnen,[9][10] und wurde in dieser Bedeutung dadurch auch ins Deutsche übernommen. Das Vorbild für die sprachwissenschaftliche Nutzung des Ausdrucks Teutonismus war der Begriff Helvetismus. Gegenüber Deutschlandismus und Bundesgermanismus hat der Begriff Teutonismus den Vorteil einer sprachlich homogenen Wortbildung mit einer lateinischen Endung an einem ebenfalls rein lateinischen Wortstamm; dadurch lässt er sich auch gut als Teutonism ins Englische und entsprechend in andere Sprachen übersetzen.[1]

Der Begriff des Teutonismus birgt jedoch auch Nachteile. Zum einen wurde und wird teilweise noch der Begriff in anderem Zusammenhang für ein übersteigertes Nationalbewusstsein (vgl. Chauvinismus) der Deutschen und damit auch als Schmähwort verwendet. Die zwei Bedeutungen tragen auch zur begrifflichen Unklarheit bei. Heinz-Dieter Pohl schreibt 2008 auf seiner Website: „‚Teutonismus‘ als unscharfer Begriff, der noch dazu bei Nicht-Fachleuten falsche Vorstellungen erwecken könnte, sollte tunlichst vermieden werden (wenn er auch in der Fachliteratur vorkommt).“

### Kodifizierung
Austriazismen und Helvetismen wurden immer wieder in Wörterbücher aufgenommen. Bevor das Variantenwörterbuch des Deutschen erschien, fehlte eine explizite Sammlung von Teutonismen. Nach Ammon beruhte dieses Fehlen einerseits auf dem monozentristischen binnendeutschen Weltbild, nach dem das deutschländische Deutsch mit einem überregionalen Gesamtdeutsch identisch sei, und andererseits – bei plurizentrisch Eingestellten – auf der Überzeugung, dass deutschländisches Deutsch keine Einheit bilde. Verstärkt wurde dies durch die Teilung Deutschlands zwischen 1949 und 1990, die den Blick stark auf das Trennende in beiden deutschen Teilgebieten fokussierte.
Aufgrund monozentrischen Denkens gab es lange Zeit keine Wörterbücher, in denen Teutonismen markiert wurden. Zwar wurden z. B. in den Duden seit jeher in begrenztem Umfang auch Austriazismen und Helvetismen aufgenommen und mit österr. bzw. schweiz. markiert; eine solche Markierung für nur in Deutschland gebräuchliche Wörter (z. B. Tüte, Kloß, Sahne, Abitur, Vorfahrt u. a.) fehlt aber bis heute.
So hat Ulrich Ammon erst 1995 die erste umfassende Monographie über Nationalvarietäten des Deutschen veröffentlicht und im Jahr 2004 brachte er mit Kollegen aus Österreich und der Schweiz das Variantenwörterbuch des Deutschen heraus, das erste Wörterbuch, das auch die ausschließlich deutschlanddeutschen Ausdrücke als solche markiert – eine Novität in der Linguistik.
Andere für Deutschland charakteristische Merkmale der deutschen Sprache (Aussprache, Morphologie, Wortbildung und Syntax) sind noch genauer zu erforschen.

### Teutonismen im Wortschatz
Hier werden Teutonismen gelistet und ihnen zur Erklärung Synonyme gegenübergestellt.

#### Küche
| Teutonismus | Weitere in D-A-CH gebräuchliche Begriffe | Quellen                 |
| --- | --- | ----------------------- |
| Abendbrot | Abendessen, A: Nachtmahl (auch Bayern), Vesper (auch Baden-Württemberg) CH, Vorarlberg: Nachtessen (auch Nordrhein-Westfalen, Baden-Württemberg), CH: Znacht | [ R 1 ] [ R 2 ] [ R 3 ] |
| Apfelsine | Orange | [ A 1 ]                 |
| deftig | kräftig, tüchtig, saftig, gehaltvoll, nahrhaft, ausgiebig, fett; CH: währschaft                                                                              | [ R 4 ]                 |
| Eierkuchen | Pfann(en)kuchen, Palatschinke, Omelette |                         |
| Frühstückspause (vor allem Rheinland-Pfalz und nördlich von Bayern), Vesper (Baden-Württemberg, Bayern), Brotzeit (Bayern) | Jause; Südtirol: Marende; CH: Znüni, Zvieri (auch alemannisch)                                                                                               | [ A 2 ]                 |

#### Haus, Haushalt
| Teutonismus                                        | Weitere in D-A-CH gebräuchliche Begriffe | Quellen                                   |
| -------------------------------------------------- | --- | ----------------------------------------- |
| bohnern                                            | polieren mit Wachs; CH: blochen; Baden-Württemberg: blocken |                                           |
| Bohnerwachs                                        | A: Bodenwachs; CH: Bodenwichse |                                           |
| Gardine als Überbegriff für eine Fensterdekoration | Vorhang (auch süddt., selten auch im gesamten Sprachraum) A: Gardine ist ein Gattungsbegriff für einen Store, einen dünnen Fenstervorhang                                                    | [ A 3 ] [ R 5 ] [ R 6 ] [ R 7 ]           |
| Mülleimer                                          | Müllkübel, Mistkübel, Abfallkübel, Kehrichteimer, Kübel, Kuttereimer (Schwaben), Dreckeimer (u. a. Südbaden)                                                                                 |                                           |
| Nudelholz                                          | A: Nudelwalker; CH: Trölholz, Wallholz, süddt. Wellholz |                                           |
| Reinemachen                                        | Putzen, Saubermachen |                                           |
| Schneebesen                                        | A: Schneerute; CH: Schwingbesen | [ UA 3 ]                                  |
| Schnürsenkel                                       | in A östlich des Arlbergs exklusiv: Schuhband, Schuhband(e)l in CH & Vbg. exklusiv: Schuhbänd(e)l (beide Begriffe auch jeweils ab Baden-Württemberg und Bayern südwärts) in Südtirol: Litzen | [ A 4 ] [ R 8 ] [ R 9 ] [ R 10 ] [ R 11 ] |
| Tüte                                               | Sackerl, Sack – je nach Größe; schwäb. Guck(e) |                                           |

#### Bildungswesen
| Teutonismus                                                                                        | Weitere in D-A-CH gebräuchliche Begriffe | Quellen          |
| -------------------------------------------------------------------------------------------------- | --- | ---------------- |
| Abitur                                                                                             | A: Matura; CH: Matur(a); in Belgien: Abitur oder Abiturdiplom |                  |
| Abiturient                                                                                         | A: Maturant; CH: Maturand |                  |
| Auszubildender bzw. Azubi                                                                          | Lehrling (auch bundesdt., eher ugs. und im Handwerk; CH: nur männl.), Stift (CH: regional; auch bundesdt. dort eher veraltet oder abwertend); CH: Lehrtochter (f.), Lernende(r) (ersetzt seit neuestem Lehrling) |                  |
| Federmappe (-mäppchen/-mapperl) Federtasche (Nordostdeutschland) Mäppchen/Mäpple (Westdeutschland) | A: Federpennal, Federschachtel; CH: (Schul-)Etui (Nordwestdeutschland); Südtirol: Griffelschachtel | [ A 5 ] [ R 12 ] |
| Grundschule                                                                                        | A: Volksschule; CH, BE: Primarschule |                  |
| Klassenfahrt; Kursfahrt (in der reformierten Oberstufe)                                            | A; Baden-Württemberg: Schulausflug; CH: Schulreise; Exkursion; Ganztägiger |                  |
| Zensur                                                                                             | (Schul-)Note (auch bundesdt.) |                  |

#### Armee
| Teutonismus | Weitere in D-A-CH gebräuchliche Begriffe | Quellen |
| ----------- | ---------------------------------------- | ------- |
| Feldwebel   | A: Wachtmeister; CH: Feldweibel          |         |
| …kommandeur | A, CH: …kommandant                       |         |

#### Kirche
| Teutonismus | Weitere in D-A-CH gebräuchliche Begriffe | Quellen |
| ----------- | ---------------------------------------- | ------- |
| Küster      | Mesner (A & süddt.); CH: Mesmer, Sigrist |         |

#### Verkehr
| Teutonismus     | Weitere in D-A-CH gebräuchliche Begriffe                                                                            | Quellen |
| --------------- | --- | ------- |
| Bürgersteig     | Gehweg, Gehsteig, Trottoir (CH sowie schwäb./fränk./pfälz., in Bundesdeutsch veraltet)                              |         |
| Oberleitungsbus | O-Bus; CH: Trolleybus                                                                                               |         |
| Omnibus         | Autobus; CH: Bus (städt. Linienbus), Car (Reisebus, Fernbus); (Omnibus so gut wie nur in der österr. Rechtssprache) |         |
| Vorfahrt        | A: Vorrang; CH: Vortritt                                                                                            |         |

#### Handel, Gewerbe, Berufe
| Teutonismus                             | Weitere in D-A-CH gebräuchliche Begriffe                       | Quellen |
| --------------------------------------- | -------------------------------------------------------------- | ------- |
| EC-Karte                                | A: Bankomatkarte, Debitkarte                                   |         |
| Kneipe, Wirtschaft (süddt. bis westdt.) | Beisl, Gasthaus, Wirtshaus, Schenke, Beiz (CH), Spunte (Grbd.) | [ A 6 ] |
| Tarifvertrag                            | A: Kollektivvertrag; CH: Gesamtarbeitsvertrag (GAV)            |         |
| Zwangsvollstreckung                     | A: Exekution; CH: Betreibung                                   |         |

#### Sitten, Gebräuche
| Teutonismus | Weitere in D-A-CH gebräuchliche Begriffe                                                                             | Quellen |
| ----------- | --- | ------- |
| Abmahnung   | A: Unterlassungsaufforderung; CH: Mahnung (sinngemäss, die Abmahnung existiert rechtlich in der Form nur in D und A) | [ A 7 ] |

#### Freizeit
| Teutonismus                                      | Weitere in D-A-CH gebräuchliche Begriffe | Quellen |
| ------------------------------------------------ | ---------------------------------------- | ------- |
| Freizeit (Gruppenunternehmung über mehrere Tage) | Lager                                    |         |

#### Verschiedenes
| Teutonismus          | Weitere in D-A-CH gebräuchliche Begriffe    | Quellen |
| -------------------- | ------------------------------------------- | ------- |
| hoch gehen           | hinaufgehen, nach oben gehen                |         |
| Korinthenkacker      | Pedant, Griffelspitzer; CH: Tüpflischiisser |         |
| Mensch! (als Ausruf) | Mann, Oida, Heast (A)                       |         |

### Teutonismen in der Grammatik
| Teutonismus                                                              | Weitere in D-A-CH gebräuchliche Begriffe | Quellen   |
| ------------------------------------------------------------------------ | ---------------------------------------- | --------- |
| das Spray                                                                | A, CH: der Spray                         | [ VGS 1 ] |
| der Joghurt                                                              | A, CH: das Joghurt                       | [ VGS 2 ] |
| der Rodel                                                                | A: die Rodel (CH: Schlitten)             | [ VGS 3 ] |
| durchweg                                                                 | A, CH: durchwegs                         | [ VGS 4 ] |
| die Taxen (neben: die Taxis)                                             | A, CH: die Taxis (nur so)                | [ VGS 5 ] |
| Kutsch- (ohne Fugenlaut, wie in: Kutschfahrt, Kutschgespann)             | A, CH: Kutschen-                         | [ VGS 6 ] |
| laufender Meter                                                          | A, CH: Laufmeter                         | [ VGS 7 ] |
| Nacht zu (wie in: in der Nacht zu gestern/zum Samstag)                   | A, CH: Nacht auf                         | [ VGS 8 ] |
| Wehe (‚durch den Wind zusammengewehte Anhäufung von Schnee, Sand o. Ä.‘) | A, CH: Wächte/Wechte                     | [ VGS 9 ] |

## Deutsch in der Bundesrepublik vs. Deutsch in der DDR
In der Alt-Bundesrepublik und West-Berlin einerseits und der DDR anderseits entwickelten sich zwischen 1949 und 1990 unterschiedliche Sprachgebräuche mit teilweise anderen Wörtern, Redewendungen und anderen Wortbedeutungen. Sowohl in der offiziellen Sprache von Behörden und Massenmedien als auch in der Sprache der Bevölkerung gab es zwischen der Bundesrepublik Deutschland und der DDR Unterschiede im Sprachgebrauch.
Bei einem Vergleich westdeutscher Lexika und Enzyklopädien mit ostdeutschen erkennt man zahlreiche erhebliche Unterschiede in der Verwendung und Definition von Begriffen. Aber auch im alltäglichen Sprachgebrauch gab es vielfältige Unterschiede.
Im Unterschied zu einer Mundartgrenze hat die entstandene Sprachgrenze
- eine scharfe geographische Trennlinie, während Mundartgrenzen oft Übergangszonen bilden;
- keine Unterschiede in der Aussprache, sondern im Wortschatz und Wortgebrauch;
- häufig sind Neubildungen betroffen, sehr selten handelt es sich bei den betroffenen Wörtern um althergebrachten Wortschatz, der auf einer der beiden Seiten außer Gebrauch geriet, während er im anderen Teil überlebte.

Zu unterscheiden vom „westdeutschen Sprachgebrauch“ sind Regionalismen und mundartliche Eigenheiten, die ihren Ursprung nicht in Erscheinungen des westdeutschen Gesellschaftssystems haben und teilweise viel älter sind. Diese sind meistens daran erkennbar, dass sie nicht in der gesamten Bundesrepublik verstanden oder benutzt werden. Besonders deutlich wird dies an Mundarten, die die ehemalige innerdeutsche Grenze überlappen – wie etwa Niederdeutsch, Ostfränkisch und Berlinisch – und bei denen Regionalismen beiderseits der ehemaligen Grenze gleich sind.
Die Ursachen für diese Auseinanderentwicklung der Sprache sind vielfältig. Einerseits verbreiteten sich im Westen in der Regel Anglizismen durch den Einfluss der Besatzungsmächte und später die enge kulturelle Anbindung an die USA schneller und durchdringender als im Osten. Das Russische im Osten hatte im Vergleich dazu geringen Einfluss, wohl aufgrund einer gewissen Distanz zwischen Besatzungstruppen und Bevölkerung.
Eine weitere Ursache dieser Entwicklung war die Propaganda des Kalten Krieges auf beiden Seiten sowie die insgesamt unterschiedlichen Lebensumstände, die auf einer Seite Bezeichnungen für Dinge hervorbrachten, die auf der anderen Seite unbekannt waren oder eine andere Bedeutung hatten.

### Beispielvokabeln im Vergleich West – Ost
| Westbegriff, nicht zwangsläufig bundesdeutsche Sonderentwicklung | Ostbegriff                                                                                                  |
| Hähnchen, Brathähnchen                                           | Broiler |
| Jeans                                                            | Niethose (nur bis etwa Anfang der 1970er-Jahre, danach ebenfalls Jeans)                                     |
| Plastik (sowohl der Kunststoff als auch die Skulptur)            | Plastik (nur für die Skulptur), jedoch Plast (Mehrzahl: Plaste), wenn Kunststoff gemeint ist                |
| Gefrierschrank, einfrieren                                       | Froster, einfrosten                                                                                         |
| Zielsetzung                                                      | Zielstellung                                                                                                |
| Astronaut                                                        | Kosmonaut (von russisch Космона́вт)                                                                          |
| Restaurant                                                       | Gaststätte (in den Interhotels wurden alle, in Ost-Berlin weitere wenige Restaurants als solche bezeichnet) |
| Biergarten                                                       | Gartengaststätte                                                                                            |
| Immobilie                                                        | im Osten nur als Fachbegriff, umgangssprachlich für Haus (nie als Geldanlage)                               |
| Wochenendhaus                                                    | Datsche (eingedeutscht vom gleichbedeutenden russischen Wort дача / Datscha)                                |
| Optik für Aussehen                                               | (in der DDR nur für den Zweig der Physik oder ein System aus Linsen und Spiegeln üblich)                    |
| Comecon                                                          | RGW – Rat für gegenseitige Wirtschaftshilfe                                                                 |
| Molotowcocktail                                                  | Brandflasche                                                                                                |
| Zweizimmerwohnung                                                | Zweiraumwohnung                                                                                             |

## Aussprache
Heute sehen wir zunehmend eine Angleichung der Aussprache. Die meisten Sprecher behalten aber regionale Kennzeichen in der Aussprache bei, wie die schwache Unterscheidung zwischen stimmhaften und stimmlosen Konsonanten im mittel- und oberdeutschen Sprachraum, das Fehlen von [z] im oberdeutschen Sprachraum und einige periphere Aussprachegewohnheiten, die regional bewahrt werden, so norddeutsch [-ɪç] gegen mittel- und oberdeutsch [-ɪk] in Wörtern wie günstig.

## Regionale Varietäten
Im Zuge der zunehmenden Akzeptanz des Deutschen als plurizentrische Sprache wird auch die systematische sprachwissenschaftliche Erforschung regionaler Varietäten, die über die Dialekte hinausgehen, ausgeweitet, wobei es in diesem Bereich jedoch noch einigen Aufholbedarf gibt.
Ein aktuelles Projekt ist der Atlas zur deutschen Alltagssprache (AdA), wo der Sprachgebrauch in Deutschland, Österreich und der Schweiz untersucht wird, wobei die Bevölkerung per Umfragen via Internet einbezogen wird. Das Projekt schließt als Fortführung an den Wortatlas der deutschen Umgangssprachen an.
Ein Beispiel für die Erforschung einer einzelnen regionalen Varietät ist Ludwig Zehetners Wörterbuch Bairisches Deutsch – Lexikon der deutschen Sprache in Altbayern. Der Autor geht dabei einen neuen Weg, indem er das Bairische nicht wie in der klassischen Sichtweise als Dialekt sieht, sondern als autochthone Varietät der deutschen Sprache im Südosten des deutschen Sprachraums. Erfasst sind Wortschatz und Merkmale, die sich auch in der Schriftlichkeit äußern. Belegt werden sie durch Zitate aus Literatur, Presse und Gebrauchstexten. Der Hauptgegenstand des Wörterbuches ist primär nicht die mundartliche Ebene; auf die strikte Trennung zwischen Hochsprache (Standard) und Dialekt (Substandard) wird bewusst verzichtet.
In Süddeutschland und besonders in Bayern herrschen komplexe Sprachverhältnisse vor, die von der bundesdeutschen Sprachwissenschaft noch nicht hinreichend erforscht sind, weshalb hier besonders auf die Forschungen in Österreich und in Bayern zurückgegriffen wird. Hauptsächlich handelt es sich um die Bereiche Regionales und Sprachebenen, die sich zwischen Dialekt und Hochsprache bewegen.
Zum Punkt Regionales wird von österreichischen Wissenschaftlern angeführt, dass sich der Variantenwortschatz und weitere sprachliche Merkmale in mehrere Kategorien bzw. Schichten aufteilen lassen. Für den bundesdeutschen Sprachraum regional von Belang sind dabei die Kategorien des oberdeutschen Wortschatzes, dessen Gebiet sich insgesamt gesehen über Süddeutschland, Österreich, die Schweiz, Südtirol und Liechtenstein erstreckt, und des bairisch-österreichischen Wortschatzes, dessen Gebiet sich insgesamt über Bayern ohne den rein ost- und rheinfränkischen und den rein schwäbisch-alemannischen Sprachraum (Altbayern), Österreich (ohne Vorarlberg) und Südtirol erstreckt.
Ersehen lassen sich erstens die Merkmale des oberdeutschen Wortschatzes in Deutschland im Variantenwörterbuch des Deutschen vornehmlich an der Kennzeichnung D-süd und im Duden an der Kennzeichnung südd. oder auch landsch., wenn das Verbreitungsgebiet dort nicht näher bekannt ist, und zweitens die Merkmale des bairischen Wortschatzes an der Kennzeichnung D-südost im Variantenwörterbuch des Deutschen und an der Kennzeichnung bayr. oder auch landsch. im Duden, der jedoch nicht auf systematischer, empirischer Forschung beruht und deshalb ungenau ist. Dieser aufgenommene Wortschatz wird auf jeden Fall zur regionalen Standardsprache gerechnet. Dazu kommt der Wortschatz, der im Wörterbuch Bairisches Deutsch aufgeführt ist und nicht mit ugs., mda.-nah und mdal. gekennzeichnet ist. Der so markierte Wortschatz erscheint nur selten oder gar nicht in der Schriftlichkeit in Altbayern.
Zusammenfassend ist zu bemerken, dass es zusätzlich zum Gemeinwortschatz und zum staatenspezifischen Wortschatz in Deutschland, in Österreich und in der Schweiz einen staatenübergreifenden, regionalen Wortschatz gibt.
Auch der Begriff Sprachebenen ist im Sinne der traditionellen Sprachwissenschaft besonders in Süddeutschland und auch in Mitteldeutschland schwer zu erfassen. Anschaulich beschreiben lässt es sich folgendermaßen: Zwischen Dialekt und Hochsprache sind irgendwo die Umgangssprachen angesiedelt, die man sich jedoch nicht als einheitliche Sprachformen vorstellen darf. Zudem versteht man unter ihnen im Süden und in der Mitte etwas anderes als im Norden. Dort wird unter Umgangssprache eine stilistisch niedrigere, „lässigere“, gleichsam abgesunkene Form der Standardsprache verstanden. In der Mitte und im Süden ist sie eine zwischen den Dialekten und der Hochsprache stehende Zwischenschicht, relativ uneinheitlich, ohne feste Norm, mit vielen Übergangsformen, die häufig interpretierbar sind als Tendenz der Sprecher, der Einheitssprache näher stehende Formen zu verwenden. Es ist auch ein Wechsel von Begriffen zwischen den klassischen Sprachebenen zu verzeichnen, sowohl in Richtung Dialekt wie auch in Richtung Standardsprache, was auch das Buch Bairisches Deutsch klarmacht.
In der Praxis ergibt sich im Süden und in der Mitte Deutschlands eine durchgehende Linie zwischen Dialekt, Umgangssprache und Hochsprache, während im Norden Deutschlands eine Lücke zwischen Dialekt einerseits und Umgangssprache und Hochsprache andererseits klafft. In Norddeutschland gehören die Dialekte – das Plattdeutsch – nämlich zum heute auch offiziell als eigene Sprache anerkannten Niederdeutschen, das sich vom Hochdeutschen und dessen Dialekten deutlich unterscheidet. Im 16. Jahrhundert gab es im niederdeutschen Sprachraum einen radikalen Sprachwechsel, als die damalige niederdeutsche Schreibsprache zugunsten der hochdeutschen aus dem Süden im Laufe der Zeit weitgehend aufgegeben wurde, und zwar orientiert am Lautwert der Buchstaben der geschriebenen Sprache, die jedoch auch zur gesprochenen Sprache wurde. Trotzdem finden niederdeutsche Begriffe bis heute Eingang in die hochdeutsche Standardsprache. Im Süden und in der Mitte hat es keinen radikalen Sprachwechsel gegeben, sondern eine kontinuierlichere Entwicklung, die jedoch auch nicht ohne Brüche verlief, denn ab 1750 wurde die im Norden entwickelte Sprache im Süden übernommen. Damals war nämlich ein Entwicklungsvorsprung des Nordens gegenüber dem Süden zu verzeichnen, der auch durch die Sprachübernahme aufgeholt wurde. Auch das setzt sich bis heute fort, wobei es jedoch auch eine Wanderung von Begriffen vom Süden in den Norden gibt. Zudem sind oberdeutsche und bairische Sprachelemente im Süden trotz des zu verzeichnenden Rückgangs bei der jungen Generation und in den Großstädten immer noch relativ stark verwurzelt.

### Allgemeines
- Ulrich Ammon, Hans Bickel, Jakob Ebner et al.: Variantenwörterbuch des Deutschen. Die Standardsprache in Österreich, der Schweiz und Deutschland sowie in Liechtenstein, Luxemburg, Ostbelgien und Südtirol. Walter de Gruyter, Berlin 2004, ISBN 3-11-016575-9 (gebunden, ISBN 3-11-016574-0 Broschur).
- Michael Clyne: German as a pluricentric language. In: Michael Clyne (Hrsg.): Pluricentric languages: Differing norms in different nations. de Gruyter, Berlin / New York 1992, ISBN 3-11-012855-1, S. 117–147.
- Michael Clyne: The reconvergence of German after unification and its limits. In: Michael Clyne (Hrsg.): Undoing and redoing corpus planning. de Gruyter, Berlin / New York 1997, ISBN 3-11-015509-5, S. 117–142.
- Csaba Földes: Deutsch als Sprache mit mehrfacher Regionalität: Die diatopische Variationsbreite. In: Muttersprache 112.3 (2002), S. 225–239 (PDF).
- Birte Kellermeister-Rehbein: Plurizentrik. Einführung in die nationalen Varietäten des Deutschen. Erich Schmidt Verlag, Berlin 2014, ISBN 978-3-503-15550-7.
- Heinz Kloss: Plurizentrische Hochsprachen. In: ders.: Die Entwicklung neuer germanischer Kultursprachen seit 1800. 2. Auflage. Schwann, Düsseldorf 1978, ISBN 3-590-15637-6, S. 66–67.
- Peter von Polenz: Deutsche Sprachgeschichte vom Spätmittelalter bis zur Gegenwart. Band III: 19. und 20. Jahrhundert. Berlin / New York 1999, S. 412–453.

### Ost – West
- Ulrich Ammon: Zur Entstehung von Staatsvarietäten während der 40jährigen Teilung Deutschlands. In: ders.: Die deutsche Sprache in Deutschland, Österreich und der Schweiz: Das Problem der nationalen Varietäten. de Gruyter, Berlin, New York 1995, ISBN 3-11-014753-X, S. 385–390.
- Günther Drosdowski: Deutsch – Sprache in einem geteilten Land. Dudenverlag, Mannheim 1990, ISBN 3-411-04651-1.
- Michaela de Groot: Wortsemantische Divergenz und Konvergenz im Sprachgebrauch. Vergleichende Untersuchungen zur DDR/BRD-Inhaltsspezifik vor und während des Umschwungs in der DDR. Lang, Frankfurt am Main 1992, ISBN 3-631-44731-0.
- Manfred Hellmann: Bibliographie zum öffentlichen Sprachgebrauch in der Bundesrepublik Deutschland und in der DDR. Schwann, Düsseldorf 1976, ISBN 3-590-15616-3.
- Manfred Hellmann: Sprache zwischen Ost und West – Überlegungen zur Wortschatzdifferenzierung zwischen Ost und West. In: Wolfgang Kühlwein und Günther Redden. (Hrsg.): Sprache und Kultur: Studien zur Diglossie, Gastarbeiterproblematik und kulturellen Integration. Narr, Tübingen 1978, ISBN 3-87808-107-3, S. 15–54.
- Manfred Hellmann: Zwei Gesellschaften – zwei Sprachschichten. In: Forum für interdisziplinäre Forschung 2 (1989), S. 27–38.
- Hugo Moser: Sprachliche Folgen der politischen Teilung Deutschlands. (Wirkendes Wort, Beiheft 3). Schwann, Düsseldorf 1962.
- Horst-Dieter Schlosser: Das Ende der Zweisprachigkeit. In: Gerhard Strunk (Hrsg.): Wiederbegegnung: Herausforderungen an die politische Bildung. Deutscher Volkshochschulverband, Frankfurt am Main 1990, ISBN 3-88513-077-7, S. 26–39.
- Heinrich Waegner: Gespaltenes Deutsch: Grammatische Lyrik zur Gegenwart. Kalliope, Siegen 1984, ISBN 3-924668-00-0.